# Fonoaudiologia
A Fonoaudiologia (português brasileiro) ou Terapia da fala e Audiologia (português europeu), antes denominada logopedia é a ciência que tem como objeto de estudo as funções biológicas e comportamentais envolvidas na comunicação humana. Essas funções incluem funções neurovegetativas (mastigação, deglutição e aspectos funcionais da respiração) e neurológicas, no que se refere ao seu desenvolvimento, aperfeiçoamento, distúrbios e diferenças, em relação aos aspectos envolvidos nas funções auditiva periférica e central, na função vestibular, na função cognitiva, na linguagem oral e escrita, na fala, na fluência, na voz, nas funções estomatognáticas, orofaciais e na deglutição".
O fonoaudiólogo é um profissional da saúde e atua em pesquisa, orientação, perícias, prevenção, avaliação, diagnóstico e tratamento fonoaudiológico na área da comunicação oral e escrita, voz, audição e equilíbrio, sistema nervoso e sistema estomatognático incluindo a região cervicofacial. Este profissional tem ampla autonomia, não sendo subordinado ou mero auxiliar de outras áreas do conhecimento ou especialidades, pode atuar sozinho ou em conjunto com outros profissionais de saúde em clínicas, hospitais, centros especializados em diagnósticos, centro especializado em reabilitação (CER), institutos gerais de perícia, centros de referência em saúde do trabalhador, como auxiliar do poder judiciário no âmbito das perícias judiciais que envolvem a área da audição, fala e linguagem, equilíbrio e demais áreas correlatas, nas esferas civil, trabalhista e criminal, em creches, escolas (comuns e especiais) e comunidades, incluindo o Programa de Saúde da Família, unidades básicas de saúde(UBS), unidades de referência para a média e alta complexidade de procedimentos do SUS, emissoras de rádio e televisão, teatro, atendimento domiciliar, empresas de próteses auditivas, indústrias, centros de habilitação e reabilitação, entre outros. Existe ainda a Fonoaudiologia Forense, que é a atuação em processos judiciais que envolvam exames biométricos para identificação através de voz, fala, linguagem, marcha, face, escrita, postura e tudo o mais que se relaciona com realizações humanas. O fonoaudiólogo pode estar inserido em vários ambientes de trabalho, como escolas, clínicas, hospitais, maternidades, asilos, empresas, emissoras de rádio e TV, teatro, etc. Por exemplo, a fonoaudiologia escolar está em constante crescimento onde a necessidade da contratação de fonoaudiólogos para integrar equipes de educação especial é de grande valia.
Os registros mais antigos sobre como surgiu a fonoaudiologia são dos anos 30, onde as dificuldades de linguagem nas escolas eram discutidas pela medicina e a educação. Na década de 60, deu-se início ao ensino da Fonoaudiologia no Brasil, com a criação dos cursos da Universidade de São Paulo (1961), vinculado à Clínica de Otorrinolaringologia do Hospital das Clínicas da Faculdade de Medicina, e da Pontifícia Universidade Católica de São Paulo (1962), ligado ao Instituto de Psicologia. Ambos estavam voltados à graduação de tecnólogos em Fonoaudiologia, sendo que o primeiro currículo mínimo, fixando as disciplinas e a carga horária destes cursos, foi regulamentado pela Resolução n° 54/76, do Conselho Federal de Educação. Nos anos 70, tiveram início os movimentos pelo reconhecimento dos cursos e da profissão. Foram criados, então, os cursos em nível de bacharelado, e o curso da Universidade de São Paulo foi o primeiro a ter seu funcionamento autorizado, em 1977.

## Fonoaudiologia no Brasil
No Brasil, existem 114 cursos de Fonoaudiologia cadastrados pelo MEC. O curso denominado Fonoaudiologia tem duração média de quatro anos contendo as disciplinas básicas da área de Medicina, Psicologia e Pedagogia, além de matérias específicas da área de Física, como Acústica, e aulas de Fonética e Linguística. Para saber quais são os cursos existentes é aconselhável visitar o site do Conselho Federal de Fonoaudiologia. No total, há 52 518 fonoaudiólogos registrados no CFFa em janeiro de 2023.
A Lei que rege a profissão de Fonoaudiólogo no Brasil é a Lei nº 6 965, sancionada em 9 de dezembro de 1981, tendo a mesma sido regulamentada pelo Decreto nº 87 218, de 31 de maio de 1982.
A referida legislação além de determinar a competência do fonoaudiólogo também criou o Conselho Federal de Fonoaudiologia (CFFa) e os Conselhos Regionais de Fonoaudiologia (CRFa) que possuem como principal realizam a fiscalização e avaliação do exercício profissional.
A profissão possui seu Código de Ética, que elenca e disciplina os direitos, deveres e responsabilidades do Fonoaudiólogo, inerentes às relações estabelecidas em função de sua atividade profissional. De acordo com o código de Ética da Fonoaudiologia, no Brasil, constituem direitos gerais dos Fonoaudiólogos inscritos nos Conselhos Regionais de Fonoaudiologia, nos limites de sua competência e atribuições:
1. exercício da atividade sem ser discriminado;
2. exercício da atividade com ampla autonomia e liberdade de convicção;
3. avaliação, solicitação, elaboração e realização de exame, diagnóstico, tratamento e pesquisa, emissão de parecer, laudo e/ou relatório, docência, responsabilidade técnica, assessoramento, consultoria, coordenação, administração, orientação, realização de perícia e demais procedimentos necessários ao exercício pleno da atividade;
4. liberdade na realização de estudos e pesquisas, resguardados os direitos dos indivíduos ou grupos envolvidos em seus trabalhos;
5. liberdade de opinião e de manifestação de movimentos que visem a defesa da classe;
6. requisição de desagravo junto ao Conselho Regional de Fonoaudiologia da sua jurisdição, quando atingido no exercício da atividade profissional;
7. consulta ao Conselho de Fonoaudiologia de sua jurisdição quando houver dúvidas a respeito da observância e aplicação deste Código, ou em casos omissos.[4]

Conforme normas oficiais, pode atuar em 14 áreas distintas.

## Especialidades da Fonoaudiologia

### 1 - Audiologia
A audiologia é um ramo da ciência que estuda a audição, seu equilíbrio e distúrbios relacionados. Os profissionais com formação em fonoaudiologia, que tratam pessoas com perda auditiva e, de forma proativa, evitam possíveis danos a audição. O Audiologista é o fonoaudiólogo especialista que se dedica ao estudo do sentido audição, desde a recepção das ondas sonoras pelo ouvido até o completo processamento das informações auditivas pelo córtex do sistema nervoso central, dedicando-se ao estudo da anatomia, da fisiologia, da neurofisiologia e das patologias de todo o aparelho auditivo. Este profissional sem dúvida, é o mais capacitado para diagnosticar, atestar e tratar os distúrbios da audição e suas consequências no dia-a-dia do indivíduo por eles acometido, daí o porquê vem sendo muito requisitado na esfera do poder judiciário para que realize perícias nas questões que envolvem a audição, pois, para o judiciário não basta saber que há lesão e o seu grau, é fundamental para a decisão do Juiz saber de que forma aquela lesão afeta a vida do cidadão.
Portanto, o Fonoaudiólogo especialista nesta área, realiza diagnósticos, prognósticos e estabelece tratamentos ou auxilia no estabelecimento de condutas de outros profissionais da área da saúde tais como pediatras, otorrinolaringologistas, neurologistas, neurocirurgiões, geriatras, clínicos gerais e outros. O profissional da saúde, também dedica-se ao estudo de física, acústica e psicoacústica, fundamentais para que possa compreender o funcionamento eletrônico complexo das próteses auditivas, o que o habilita a selecionar, ajustar, regular e adaptar aparelhos auditivos de forma precisa, para corrigir a função auditiva afetada por diferentes graus e formas de lesões, de pessoas em todas as faixas de idade a partir dos primeiros meses de vida. Este profissional é fundamental em todos os níveis de atenção à saúde, desde a atenção básica, passando pela média até a alta complexidade.

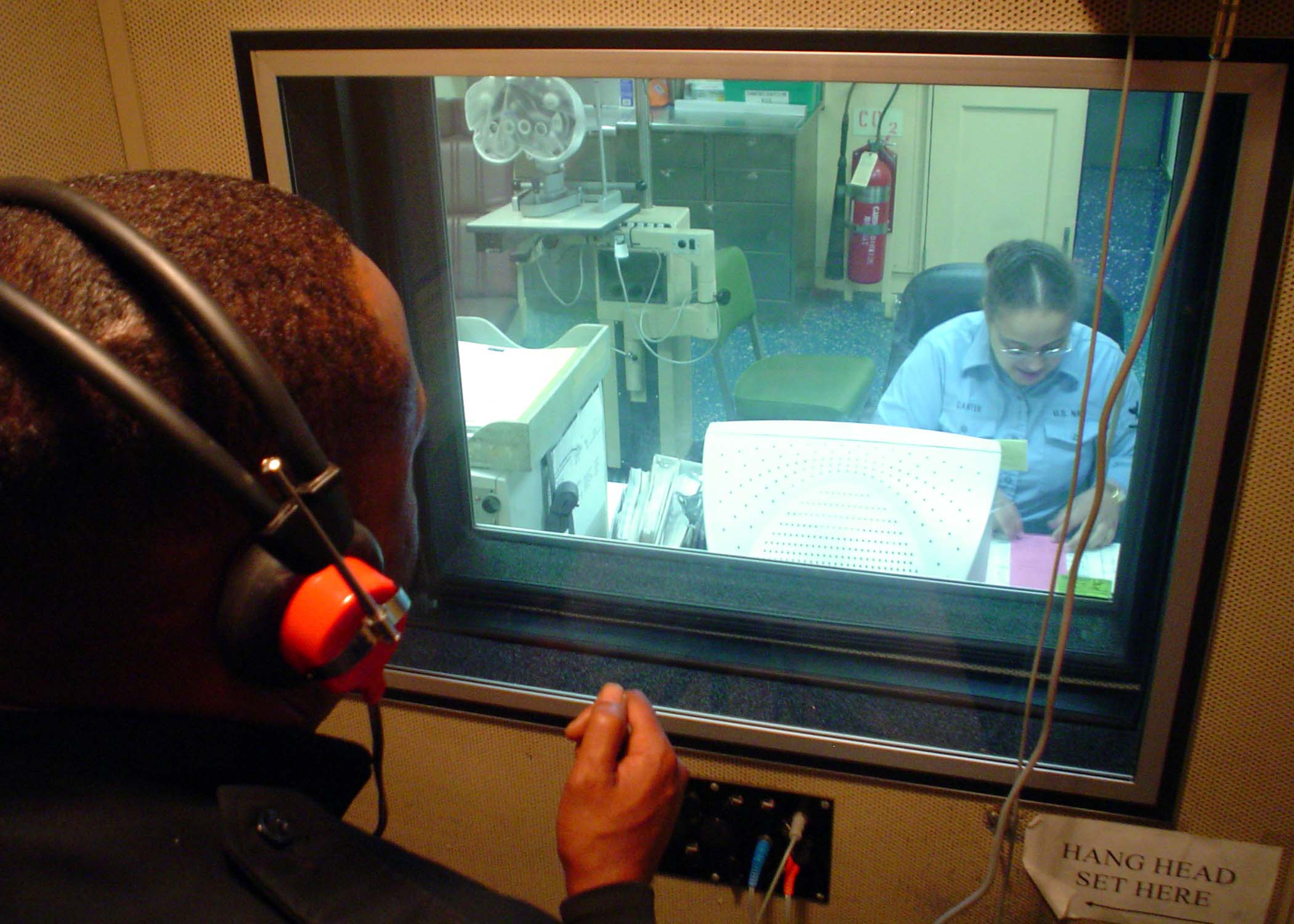
Teste audiológico realizado em cabine

O Audiologista é por vezes confundido com o Otorrinolaringologista, que é o especialista que se dedica ao estudo do ouvido, não tendo seu espectro de estudo ampliado para todos os aspectos do sentido da audição, seu processamento e suas influências no processo de linguagem e comunicação humana. O Audiologista realiza exames audiológicos e otoneurológicos -audiometria tonal limiar(via aérea e óssea), logoaudiometria(limiar de reconhecimento de fala, limiar de detecção de fala, índice de reconhecimento de fala e índice porcentual de reconhecimento de fala), audiometria vocal, imitânciometria acústica, provas de função tubária, teste de reflexos neurológicos estapedianos, emissões otoacústicas transientes e evocadas por produto de distorção, audiometria de tronco encefálico, potenciais evocados de curta, média e de longa latência, monitoração transoperatória em neurocirurgias, vídeonistagmografia comum e infravermelha, vectoeletronistagmografia, rinometria acústica, exames de processamento auditivo central (avaliação de como o sistema nervoso central está processando a audição, dentre outros) para verificar se a função auditiva dos pacientes está dentro do padrão normal ou se apresenta algum tipo de alteração.
Este profissional deve ser consultado regularmente, desde os primeiros dias de vida, onde é realizada uma avaliação da capacidade auditiva do bebê ao nascimento, chamada de triagem auditiva neonatal mas também conhecida com "teste da orelhinha", posteriormente ao completar 1 ano de vida, e ao entrar em idade escolar, ou quando apresentar quaisquer sintomas como dor, sensação de ouvido tapado, tonturas, zumbidos (chiado), estalos, e dificuldades para ouvir.
A otoneurologia se dedica a diagnósticos relacionados à função vestibular que participa do controle do equilíbrio do indivíduo, área de fusão entre a fonoaudiologia, otorrinolaringologia e neurologia, cujas doenças desse sistema são popularmente conhecidas como "labirintites". Juntamente com o Otorrinolaringologista, o audiologista, participa da cirurgia de implante coclear (dispositivo eletrônico implantado no nervo da audição) fazendo exames antes e depois do implante para saber se o paciente reagiu bem ao aparelho, indicando ao Otorrino onde colocar o aparelho na orelha do paciente.
Além disso, podem realizar a monitoração de pacientes em coma, auxiliando no prognóstico destes pacientes, realiza exames eletrofisiológicos da audição para auxiliar no processo de diagnóstico de morte encefálica, e pode realizar monitoração da ototoxicidade ao paciente quando em uso de certas medicações, como é o caso do uso dos antibióticos conhecidos como aminoglicosídios (amicacina, arbecacina, gentamicina, canamicina, azitromicina, neomicina, netilmicina, paromomicina, rodostreptomicina, estreptomicina, tobramicina e apramicina e as antraciclinas - utilizadas em quimioterapias.
- Ototoxicidade: danos progressivos nas células sensoriais do sentido da audição e do equilíbrio no ouvido interno: pode resultar em ataxia (andar desequilibrado), vertigens; surdez temporária ou permanente.

### 2 -Linguagem
Acompanha o desenvolvimento do bebê desde o nascimento, e a partir daí em consultas regulares, nos aspectos relacionados ao processo de aquisição e desenvolvimento da linguagem. Estuda problemas relacionados com a aquisição e o desenvolvimento da linguagem, faz diagnósticos de atrasos ou alterações de linguagem, estabelece o tratamento para a habilitação dessas crianças. Faz avaliação, diagnóstico, prognósticos e estabelece tratamentos para pacientes que adquiriram a linguagem mas a perderam ou passam a apresentar algum distúrbio ou anormalidade por algum motivo, a exemplo de quem sofreu derrame cerebral também chamado de AVE (acidente vascular encefálico), traumas cranianos, isquemias cerebrais, doenças degenerativas do sistema nervoso central (esclerose múltipla, mal de Alzheimer, degeneração olivopontocerebelar, mal de Parkinson, etc.), tumores intracranianos, sequelas de neurocirurgias e outras condições clínicas. Essas dificuldades na aquisição da linguagem, interferem também no desenvolvimento da escrita.
Os problemas podem estar relacionados a alterações de fala (articulação) ou emissões das primeiras palavras (demora para falar e expressar-se), dificuldades na formação de frases - (dificuldade na formação frasal e seus elementos deixando a informação incompleta); omissões e acréscimos de sons na fala (desvios fonéticos e ou fonológicos); gagueira (pode ser de origem neural, psicológica ou motora), dificuldade na compreensão e entre outros. O quanto antes for descoberto o transtorno será melhor, pois conseguirá iniciar um acompanhamento e uma intervenção adequada.
Para a realização de terapias fonoaudiológicas, é necessário montar uma estratégia para cada paciente, de acordo com a demanda e objetivo das consultas. Muitos profissionais desta área aderem gostos pessoais do paciente a terapia, assim, tornando esse momento mais interessante e intrigante ao paciente. Esse método trabalha tanto as habilidades não desenvolvidas e as já desenvolvidas, conseguindo usar as inteligências múltiplas ao seu favor e tornando o processo mais acolhedor e dinâmico.

### 3 - Motricidade Orofacial
É a área que estuda a musculatura da face, boca e língua. Além do estudo, pesquisa, diagnóstica e soluciona problemas relacionados á: sucção, mastigação, deglutição, respiração, posicionamento da língua de modo errado, dificuldade ou impossibilidade de deglutir alimentos de forma segura que são chamadas de disfagias. Realiza avaliações, diagnóstico, prognósticos e estabelece tratamentos para pacientes com comprometimento de alguma das funções primeiramente descritas e que afetam a região da cabeça e pescoço. Também, atua na área de estética para quem quer um rosto mais redondo ou mais quadrado ou musculoso e quem tem rugas no canto dos olhos e em outras partes do rosto através de exercícios musculares e pode atuar no aleitamento materno.
A atuação do fonoaudiólogo é essencial no processo de aleitamento materno. Podendo acompanhar os bebês e orientar as lactantes na posição correta do bebê, bico correto, pega adequada, sucção e, quando necessário, realizar o aleitamento artificial. Como funções dentro desse assunto, são responsáveis também pela remoção do hábito oral- se trata de um ato frequente, que acaba se tornando inconsciente- podendo ser de sucção ou de apoio.
O fonoaudiólogo possui uma importante parceria com a odontologia, podendo avaliar o diagnóstico e discutir sobre, para um tratamento adequado. Portanto, é também capacitada para atender problemas de má oclusão (mau alinhamento dentário), tonicidade e mobilidade facial (flacidez muscular de bochecha, lábio e língua), pacientes com bruxismo, além de trabalhar na reabilitação de pacientes com próteses dentárias, pacientes com próteses podem apresentar problemas na inteligibilidade da fala, mastigação unilateral ou ineficiente, deglutição, estética ou comodidade.

### 4 - Disfagia
Anteriormente, a disfagia era considerada uma das áreas de atuação do Fonoaudiólogo especialista em Motricidade Orofacial, porém, atualmente se constitui em uma nova especialidade da Fonoaudiologia. A disfagia pode ser definida como dificuldade de deglutição de alimento ou líquido. Podendo afetar a qualidade de vida do paciente. Caracteriza-se por um sintoma comum de diversas doenças. Pode ser causada por alterações neurológicas como o acidente vascular cerebral (AVC), ou derrame, outras doenças neurológicas e/ou neuromusculares e também alterações locais obstrutivas, como as doenças tumorais do esôfago.
Disfagia temporária é comumente observada em pacientes submetidos a cirurgia da coluna cervical via anterior, traumas e pequenos acidentes vasculares cerebrais. O propósito fundamental da identificação da causa da disfagia consiste em selecionar o melhor tratamento, que pode variar desde o tratamento de reabilitação fonoaudiológico, a alteração de consistência dos alimentos para evitar a aspiração do conteúdo para o pulmão e pode ter um foco completamente diferente como o cirúrgico no caso de doenças neoplásicas do esôfago.Medidas adicionais paralelas ao diagnóstico das causas seria o de evitar, o máximo possível, as complicações da disfagia: desidratação, infecções pulmonares e subnutrição. Assim, buscando a melhora do paciente e a retomada da deglutição sem alterações.
O diagnóstico e o tratamento da disfagia são feitos de forma multiprofissional. Ou seja, além da participação do fonoaudiólogo, há a participação de profissionais como médicos, nutricionistas, psicólogos, terapeutas ocupacionais, entre outros. Os sinais comuns da disfagia são: dificuldades para engolir, necessidade de engolir com mais frequência que o normal, sensação de alimento parado na garganta, tosse e pigarros constantes durante as refeições, entre outros.

### 5 - Voz
Voz é o campo da Fonoaudiologia voltado para o estudo e a pesquisa da voz, a promoção da saúde vocal, a avaliação e o aperfeiçoamento da voz; assim como a prevenção, o diagnóstico e o tratamento das alterações vocais, quer sejam na modalidade de voz falada como voz cantada. O profissional que atua nessa área pode não só prevenir os distúrbios da voz como melhora-la, atuando no aperfeiçoamento e promoção da saúde vocal, tanto na fala como no canto, até a reabilitação das disfonias, com preocupação especial na prevenção dos problemas de voz. Como quando se torna áspera, rouca ou de difícil emissão. A fononcologia, por exemplo, atua em todos os aspectos e possibilidades de reabilitação do indivíduo que tenha sido acometido por câncer de cabeça e pescoço, assim como promove a inserção do fonoaudiólogo em equipes hospitalares multiprofissionais.
Ensinar técnicas que auxiliam a correta postura e seu uso quanto a respiração e impostação vocal por exemplo para quem trabalha na área de telemarketing e em meios de comunicação oral.

### 6 - Saúde Coletiva
A Saúde Coletiva é um campo da Fonoaudiologia voltado a construir estratégias de planejamento e gestão em saúde, no campo fonoaudiológico, com vistas a intervir nas políticas públicas, bem como atuar na atenção à saúde, nas esferas de promoção, prevenção, educação e intervenção, a partir do diagnóstico de grupos populacionais. O domínio do fonoaudiólogo, especialista em Saúde Coletiva, inclui aprofundamento em estudos específicos e atuação em situações que impliquem em: efetuar diagnóstico de grupos populacionais com base em estudos epidemiológicos, que contribuam na construção de indicadores de saúde e de identificação das necessidades da população, de ações no campo fonoaudiológico, bem como situacionais buscando identificar os elementos sanitários, assistenciais, ambientais, geopolíticos e socioculturais de territórios locais que compõem os processos de saúde/doença; também deve planejar, coordenar, gerenciar e assessorar políticas públicas ligadas à saúde e à educação, bem como às ações de Vigilância à Saúde e ações articuladas interdisciplinar e intersetorialmente dentro do contexto coletivo.
O profissional que atua nessa área tem como foco a atuação fonoaudiológica no setor público e privado, voltado para uma população específica. É necessário domínio de Epidemiologia, Gestão Pública e Privada, além dos conhecimentos específicos em cada uma das áreas da Fonoaudiologia. Um dos principais objetivos na atuação do fonoaudiólogo na saúde coletiva é a realização de ações individuais ou coletivas para promoção e prevenção de saúde.

### 7 - Fonoaudiologia Educacional[19]
A atuação em fonoaudiologia escolar/educacional contempla ações de promoção de saúde, assessoria, orientação e identificação de características/alterações na área de voz, linguagem, comunicação oral e escrita e audição, tendo como população-alvo alunos, professores, pais, auxiliares em educação, demais profissionais que atuam no ambiente escolar e gestores de instituições públicas e privadas. É de competência do fonoaudiólogo desenvolver ações de consultoria, assessoria e gerenciamento, com participação direta ou indireta em equipe de orientação e planejamento escolar, inserindo aspectos preventivos ligados a assuntos fonoaudiológicos. O capítulo II, artigo 3º da Lei 6 965 de 9 de dezembro de 1981 estabelece sua atuação dentro do ambiente educacional e a publicação "Fonoaudiologia na Educação".

### 8 - Fonoaudiologia Hospitalar
O profissional especialista em Fonoaudiologia Hospitalar está apto a realizar triagem, avaliação, diagnóstico, prognóstico, terapia, gerenciamento, encaminhamento e orientações dos aspectos da comunicação, deglutição, equilíbrio e outros procedimentos de competência do fonoaudiólogo, de acordo com a doença-base do paciente no âmbito hospitalar.
Esse profissional faz acompanhamento com recém-nascido, lactantes, disfágicos, disfagia em pescoço e cabeça, envelhecimento sadio da deglutição, doenças neuromusculares, sequela de queimadura da face, triagem auditiva neonatal e fissuras labiopalatinas. Então, cada vez mais os fonoaudiólogos mostram a importância deles estarem entre as equipes, pois realizam um trabalho essencial.

### 9 - Perícia Fonoaudiológica
O profissional Especialista é reconhecido por seu conhecimento e experiências em atividades relacionadas à Perícia Fonoaudiológica e possui a chancela para atuar como assistente técnico, auditor ou como perito nas esferas judicial, extrajudicial, administrativa e securitária em situações que envolvam aspectos de abrangência da Fonoaudiologia, desde 2020, determinada pelo Conselho Federal de Fonoaudiologia, realizar laudo pericial dos aspectos da comunicação humana; bem como sobre quaisquer assuntos de competência do fonoaudiólogo. Assim, tendo o dever de emissão dos laudos, relatórios e análise dos canais de comunicação, observando os formantes vocálicos, intensidade, melódicos e efeito de ruído (através do software Praat).
A perícia já é um campo de atuação da Fonoaudiologia para a elucidação de fatos de interesse da justiça, de órgãos investigativos, agências reguladoras, órgãos administrativos, de seguradoras ou de particulares, no caso de perícia extrajudicial. O reconhecimento da especialidade oportuniza ao fonoaudiólogo avançar em suas atividades profissionais, ter o reconhecimento de seu campo de atuação, assim como garante à sociedade a escolha de um profissional que supra suas necessidades. A criação da nova especialidade é fruto de um estudo realizado pela Comissão de Análise de Títulos de Especialista e Cursos de Especialização (CATECE) do CFFa.

### 10 - Fluência
Nessa área o profissional deve identificar as tipologias das disfluências típicas e atípicas para o diagnóstico e intervenção precoce dos transtornos da fluência, orientar as famílias e as equipes de saúde e educação sobre a identificação de transtornos da fluência, gerenciar programas de reabilitação dos transtornos da fluência e atuar como perito ou como auditor em situações nas quais esteja em questão o processo de fluência normal ou alterada.
Em diferentes áreas o conceito de fluência é interpretado de uma maneira. Ao decorrer do tempo, pode ser modificado ou acrescentado conceitos novos sobre isso. Porém, na fonoaudiologia é visto atualmente como a habilidade de produzir as falas com continuidade, e sem falhas. E um caso com interrupções e falhas nas falas pode ser exemplificado pela gagueira, que seria uma perturbação da fluência.

### 11 - Neuropsicologia

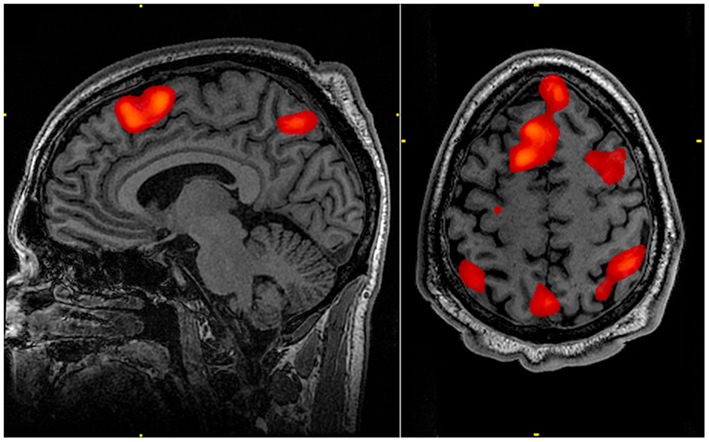
imagem por ressonância magnética funcional do cérebro durante tarefas de memória de trabalho

O Fonoaudiólogo Especialista em Neuropsicologia está apto a prevenir, avaliar, tratar e gerenciar os distúrbios que afetam a comunicação humana e sua interface com a cognição, relacionando-a com o funcionamento cerebral. Este profissional pode atuar na reabilitação das habilidades cognitivas que direta ou indiretamente se relacionam com a capacidade humana de se comunicar, trazendo de forma funcional ao dia a dia do paciente o uso dessas, por exemplo memorizar lista de compras, ir ao mercado, fazer as compras, paga-las e leva-las para casa, trabalhando habilidades como memória, planejamento e iniciativa.

### 12 - Gerontologia
Dentre as funções do Fonoaudiólogo Especialista em Gerontologia estão as de realizar promoção da saúde do idoso, prevenção, avaliação, diagnóstico, habilitação/reabilitação dos distúrbios relacionados à audição, ao equilíbrio, à fala, à linguagem, à deglutição, à motricidade orofacial e à voz nessa população.
Por mais que o profissional trabalhe com a prevenção, nessa área a reabilitação do idoso é a mais trabalhada. O envelhecimento é algo natural, porém, na gerontologia o fonoaudiólogo tem pesquisado bastante sobre a patologia e qualidade de vida como um fator de risco. Assim, buscando cada vez mais uma reabilitação adequada para os indivíduos e compreender melhor.

### 13 - Fonoaudiologia Neurofuncional
O Fonoaudiólogo Especialista em Fonoaudiologia Neurofuncional realiza avaliação, diagnóstico, prognóstico, habilitação e reabilitação fonoaudiológicos de pessoas em diferentes ciclos de vida com alterações neurofuncionais, atuando nas sequelas resultantes de danos ao sistema nervoso central ou periférico. Esse especialista precisa ter um conhecimento abrange quanto as políticas públicas de saúde, educação e assistência social vigentes para pessoas com deficiência. A compreensão sobre os movimentos históricos e sociais, assim como, sobre os modelos de concepções sobre o que é deficiência podem ser importantes ao conhecimento desse profissional: modelo biomédico, modelo social, modelo biopsicossocial.

### 14 - Fonoaudiologia do Trabalho
Na especialidade em Fonoaudiologia do Trabalho, o fonoaudiólogo deverá promover mudanças consecutivas na forma de organização do trabalho levando em consideração a saúde e aperfeiçoamento da comunicação humana, o desenvolvimento de programas de prevenção aos riscos ocupacionais, a implantação de programas de qualidade de vida do trabalho, bem como detecção e diagnóstico dos riscos fisiológicos em situações reais. A principal meta é possibilitar a permanência no trabalho sem restrição excessiva da atividade profissional, com conforto e sem riscos.
Sobre as competências do Especialista em Fonoaudiologia do Trabalho, a norma prevê que este profissional deverá atuar diretamente junto ao Serviço de Saúde e Segurança Ocupacional da empresa (SESMT) avaliando, diagnosticando, prevenindo e readaptando funcionalmente os trabalhadores diante de doenças relacionadas ao trabalho, relativas à Fonoaudiologia. Além disso, deverá elaborar, implantar, executar, coordenar e gerenciar programas de Prevenção, tais como: Programa de Conservação da Audição (PCA), Programa de Conservação Vocal (PCV), Programa de Prevenção Respiratória (PPR) e Programa de Qualidade de Vida.

### Responsabilidades técnicas
O Conselho Federal de Fonoaudiologia do Brasil, estabelece que o profissional Especialista em Fonoaudiologia do Trabalho está apto a:
1. Executar atividades relacionadas à saúde do trabalhador;
2. Integrar equipes de prevenção de agravos, promoção, preservação e conservação da saúde e valorização do trabalhador;
3. Integrar equipes de vigilância sanitária e epidemiológica;
4. Realizar diagnósticos e prognósticos fonoaudiológicos;
5. Promover ações fonoaudiológicas, com o objetivo de auxiliar na readaptação profissional ao trabalho;
6. Notificar o Sistema Único de Saúde (SUS), por meio do Sistema Nacional de Agravos de Notificação (SINAN), os agravos de notificação compulsória relacionados à saúde do trabalhador associados aos distúrbios fonoaudiológicos;
7. Emitir a Comunicação de Acidente de Trabalho (CAT) para aqueles trabalhadores regidos tanto pela Consolidação das Leis do Trabalho (CLT) quanto pelo regime estatutário;
8. Promover processos de educação permanente de profissionais ligados à saúde do trabalhador;
9. Desenvolver ações voltadas à assessoria e à consultoria fonoaudiológicas junto à saúde do trabalhador;
10. Realizar e divulgar estudos e pesquisas científicas que contribuam para a formação e a consolidação da atuação fonoaudiológica no âmbito da saúde do trabalhador;
11. Participar das Comissões Intersetoriais de Saúde do Trabalhador em instâncias de Controle Social.[31]

Este profissional pode ainda atuar em empresas de qualquer ramo, empresas prestadoras de serviços ocupacionais, organizações governamentais e não governamentais, centrais de telesserviços, Centros de Referência em Saúde do Trabalhador (CEREST), Vigilância em Saúde do Trabalhador (VISAT), Serviço Especializado em Engenharia de Segurança e em Medicina do Trabalho (SESMT) das empresas privadas e não privadas, empresas prestadoras de serviço em saúde, secretarias de saúde e de educação, empresas de consultoria, dentre outras possibilidades.

### 15 - Fonoaudiologia Estética
A partir da motricidade orofacial, foi possível pesquisar mais uma área de atuação dos fonoaudiólogos. Assim, surgindo a estética dentro da fonoaudiologia, onde se busca reduzir rugas, expressões faciais e a flacidez muscular. Realizando esses processos através de exercícios isométricos na musculatura facial, então o profissional deve ter um estudo amplo sobre as estruturas faciais para se aprofundar mais na área, podendo até trabalhar junto com dermatologistas.
Alguns estudos apontam que o sistema estomatognático (estrutura que realizam a deglutição, sucção, respiração, mastigação e articulação) pode ser interferido pelas rugas, causando o mal funcionamento. Então, o interesse por essa área está cada vez maior, pois ajuda na parte funcional, melhorando a movimentação e a parte estética.
A Fonoaudiologia Estética ainda não é reconhecida como especialidade pelo Conselho Federal de Fonoaudiologia.

## Salário Médio de um Fonoaudiólogo
O salário médio do terapeuta da fala é cerca de R$ 21 696,00 por ano. Um grande número de outros fatores determinam o salário do fonoaudiólogo e vai mudar de acordo com a área de trabalho, a demanda, o local de trabalho, o ambiente (urbano ou rural), a educação e derivados dos anos de experiência. O salário inicial de um terapeuta da fala é, aproximadamente, de R$ 1 808,00, mas com o progresso dos anos e mais anos de experiência adquirida, o salário sobe também. Com mais anos de experiência, a faixa salarial de um fonoaudiólogo vai continuar a aumentar.

## Conselho Federal e Regional de Fonoaudiologia
Com a regulamentação da profissão de Fonoaudiólogo no governo do Presidente João Figueiredo, as atividades do Conselho Federal de Fonoaudiologia (CFFa) tiveram início em 1983. Em 15/09/84, pela Resolução CFFa n° 010/84, foi aprovado o primeiro Código de Ética da profissão, que elencava os direitos, deveres e responsabilidades do Fonoaudiólogo, inerentes às diversas relações estabelecidas em função de sua atividade profissional. Com as expansões e disseminação da fonoaudiologia pelo Brasil, foram criadas 9 Conselhos Regionais de Fonoaudiologia (CRFa), tendo autarquias com a principal incumbência de fiscalizar o exercício profissional. Os Conselhos Regionais são divididos pelo número de fonoaudiólogos distribuídos pelo território nacional, sendo eles:
- Conselho Regional de Fonoaudiologia 1ª Região (RJ) - Rio de Janeiro/RJ
- Conselho Regional de Fonoaudiologia 2ª Região (SP) - São Paulo/SP
- Conselho Regional de Fonoaudiologia 3ª Região (PR e SC) - Curitiba/PR
- Conselho Regional de Fonoaudiologia 4ª Região (AL, BA, PB, PE e SE) - Recife/PE
- Conselho Regional de Fonoaudiologia 5ª Região (DF, GO, MS, MT, e TO) - Goiânia/GO
- Conselho Regional de Fonoaudiologia 6ª Região (ES e MG) - Belo Horizonte/MG
- Conselho Regional de Fonoaudiologia 7ª Região (RS) - Porto Alegre/RS
- Conselho Regional de Fonoaudiologia 8ª Região (CE, MA, PI e RN) - Fortaleza/CE
- Conselho Regional de Fonoaudiologia 9ª Região (AC, AM, AP, PA, RO e RR) - Manaus/AM

## Símbolo da Fonoaudiologia
Os símbolos emblemáticos da Fonoaudiologia foram oficializados pela Resolução Nº 278, de 07/07/2001, do Conselho Federal de Fonoaudiologia, sendo que o heráldico da Fonoaudiologia, é constituído da seguinte forma:
Heráldico: Um círculo contendo em sua parte superior o nome da profissão – “Fonoaudiologia” em cor azul royal; ao centro a letra “F” estilizada, na cor vermelha; ao fundo e ao redor da letra “F” duas figuras geométricas, de forma côncava, raiadas e em sua parte inferior, losangos na cor vermelha, conforme matriz à disposição na sede dos Conselhos de Fonoaudiologia. A forma estilizada no centro do heráldico tem dupla significação e referencia-se à emissão e recepção do som pelo corpo humano. O “F”, de Fonoaudiologia, em primeiro plano no heráldico, lembra o despertar da serpente em movimento ascensional. Esse movimento nas práticas derivadas da sabedoria oriental, desperta o homem para a compreensão mais ampla da vida e do universo. Nesse sentido é também força de cura, de vivificação e os raios do outro referenciando-se à emissão e recepção do som pelo corpo humano.

## Audiologista e Terapeuta da Fala em Portugal
A atividade do Audiologista é a avaliação e a reabilitação da função auditiva e vestibular a pacientes/utentes de todas as idades. Assim, a atividade do Audiologista divide-se em quatro grandes áreas: prevenção, diagnóstico, habilitação/reabilitação e inserção social e formação.
O Audiologista utiliza técnicas acústicas, psicoacústicas e electrofisiológicas, tanto na criança como no adulto, a fim de estudar o funcionamento dos sistemas auditivo e vestibular. Para tal recorre a inúmeros exames, tais como:
- Audiograma Tonal Simples;
- Audiograma Vocal;
- Testes Supraliminares;
- Impedânciometria (Timpanograma e Pesquisa de Reflexos Estapédicos Ipsi-lateral e Contra-lateral);
- Emissões Otoacústicas;
- Potenciais Evocados Auditivos;
- Videonistagmografia;
- Posturografia;
- Potenciais Otolíticos.

A atividade do Terapeuta da Fala é a prevenção, avaliação, intervenção e estudo científico das perturbações da comunicação humana, englobando não só todas as funções associadas à compreensão e expressão da linguagem oral e escrita mas também outras formas de comunicação não verbal. O Terapeuta da Fala intervém, ainda, ao nível da deglutição (passagem segura de alimentos e bebidas através da orofaringe de forma a garantir uma nutrição adequada).